# Kantor Krzyżanowskiego
Kantor Krzyżanowskiego – dawny budynek handlowy przedsiębiorstwa budowlanego założonego przez Antoniego Krzyżanowskiego w 1835, które szybko rozwijało się i zdobywało uznanie, zyskując jednocześnie prestiżowe zlecenia w mieście i okolicach.

## Historia
Dzięki współpracy z wielkopolskimi rzeźbiarzami w ofercie Krzyżanowskiego pojawiły się elementy sztukatorskie, nagrodzone m.in. na wystawie w Londynie w 1862.
Celem zareklamowania przechodniom, nowym, potencjalnym klientom oraz władzom miejskim swoich wyrobów, w 1882 Krzyżanowski wzniósł przy ówczesnej Tamie Garbarskiej kantor o oryginalnej bryle. Budynek jest ozdobiony fragmentami sztukaterii, rzeźbami i innymi elementami. Gmach przetrwał zmiany właścicieli, koleje historii i w niemal niezmienionej formie stoi w Poznaniu przy dzisiejszej ulicy Garbary 96.
Z uwagi na bardzo zły stan techniczny w 1978 uznany został przez Urząd Miasta za przeszkodę w rozbudowie ulicy Garbary i przeznaczony do rozbiórki. W obronie obiektu wystąpiło Stowarzyszenie Historyków Sztuki i Stowarzyszenie Architektów Polskich. Wojewódzki Konserwator Zabytków wstrzymał wówczas rozbiórkę, a w 1979 kantor został wpisany do rejestru zabytków. Nakazano też jego rekonstrukcję. W 1981 budynek przeszedł na własność państwa, a Pracownie Konserwacji Zabytków ukończyły remont z przeznaczeniem na własną Pracownię Dokumentacji Naukowej.